# Катариненхерд
Катариненхерд (нем. Katharinenheerd) — община в Германии, в земле Шлезвиг-Гольштейн.
Входит в состав района Северная Фризия. Подчиняется управлению Айдерштедт. Население составляет 166 человек (на 31 декабря 2010 года). Занимает площадь 8,4 км².
Официальным языком в населённом пункте, помимо немецкого, является севернофризский.